# Ceremonia de apertura de la Copa América 2011
La ceremonia inaugural de la Copa América 2011 se llevó a cabo el viernes 1 de julio de 2011 en el Estadio Ciudad de La Plata, con la presencia del Presidente de la Asociación del Fútbol Argentino y Vicepresidente de la FIFA Julio Grondona, el Gobernador de la Provincia de Buenos Aires Daniel Scioli y del Presidente de Bolivia Evo Morales con una temperatura próxima a los 0°. La Presidenta de la Nación Cristina Fernández de Kirchner se ausentó del evento con la justificación de que debía protegerse del frío que azotaba al país en pleno invierno argentino, donde se registran las temperaturas más bajas del año. No hubo discursos oficiales de apertura por parte de ningún dirigente.

## Descripción del evento
La empresa argentina de artes audiovisuales Shango Entertainment, la cual también se hizo cargo de los festejos por el Bicentenario de la Revolución de Mayo, fue la encargada del show que dio por inaugurada la 43ª edición de la Copa América.
El espectáculo se centró en el origen de la energía vital, basándose principalmente en los cuatro elementos fundamentales de la naturaleza: aire, agua, fuego y tierra, refiriéndose a la génesis de la pasión por el fútbol en el continente.
El show contó con la nueva tecnología denominada Vídeo Mapping, por la cual se logran proyectar imágenes sobre diversas superficies tales como fachadas de edificio, lonas, etc. Este tipo de tecnología ha incursionado en las ceremonias de diversos eventos deportivos mundiales desde los Juegos Olímpicos de Pekín 2008.
Además contó con:
- 300 m de LED RGB de alta luminosidad en trajes y accesorios.
- 70 equipos robotizados.
- 100 controles remotos para la visualización y cambió de colores de los trajes LED.
- 7 puntos diferentes de proyección mediante un software de unión pixel y 24 computadoras en red para la reproducción del vídeo.
- 280 m cuadrados de tendido de lona sobre la superficie del estadio para la proyección del Mapping.
- 120 técnicos en escena.
- 100 bailarines dirigidos por diez coreógrafos de la Fundación Julio Bocca.
- Una semiesfera en el centro del escenario de 5 m de alto por 9 m de diámetro.

El total de la realización del espectáculo se concretó en tan solo 54 días.

## Segmentos del espectáculo

### Caos: La Génesis de la Humanidad
El show inicia con el encuentro de los cuatro elementos de la naturaleza representados en antiguas deidades preincaicas en el escenario principal y que convocan a todos sus súbditos. Los 100 bailarines que utilizan sus trajes lumínicos LED ingresan a escena y realizan ejercicios de reverencia ante ellos, transmitiendo la "energía emanada de la pasión." La semiesfera presente en el centro del campo de juego simula a un corazón bombeando por su enardecimiento. La deidad del aire camina por el escenario y reparte por el toda su estela mágica que envuelve a sus súbditos.